# 馬克·威爾莫茨
馬克·罗贝尔·威爾莫茨（法語：Marc Robert Wilmots；1969年2月22日—）生於比利時，是前比利時國家足球隊成員。威爾莫茨曾參與政治，在比利時國內擔任議員。威爾莫茨為國家隊攻入五球，是比利時國家隊世界杯入球記錄保持者。威爾莫茨職業球員生涯曾為梅赫倫，標準列治及史浩克04贏得冠軍。
2014年世界盃，威爾莫茨帶領比利時國家隊，於H組分組賽擊敗阿爾及利亞隊、俄羅斯隊和南韓隊，三戰全勝首名出線十六強。比利時國家隊在隨後的十六強淘汰賽中，於加時階段以2:1打敗美國隊，殺入八強，也是自1986年以來首次躋身八強。

## 球會生涯
韋莫斯球員的生涯始於1987年，先後效力過聖特呂登、梅赫倫、標準列治、史浩克04和波尔多。曾助史浩克04闖入1997年歐洲足協盃決賽，在對國際米蘭的首回合打進一球，又在次回合互射十二碼階段射進制勝一球。2003年，韋莫斯在第二度效力史浩克後退役。在史浩克時期，他從球迷中得到「戰豬」（Das Kampfschwein）的綽號。家鄉的球迷又愛稱他作「若杜瓦涅公牛」。

## 國家隊生涯
韋莫斯自1990年5月起，為比利時上陣70場，收穫28個進球。他出戰了4屆世界盃，在1990年只留在板凳上，1994年得到上陣機會但無進球，但其後在1998年射進2球，2002年射進3球，使他成為國家隊史上取得最多世界盃進球的隊員。可是他在2002年世界盃十六強對巴西一役打入的一球，卻因為球證誤判他侵犯而被判無效。事後他表示球證彼得·普伦德加斯特已在半場向他道歉。當屆他入選了世界盃全明星隊的後備陣容。
韋莫斯也曾入選比利時作為主辦國之一的2000年歐洲國家盃陣容。

## 教練生涯
韋莫斯在2004年起執教聖圖爾登足球俱樂部，翌年2月被解僱。2009年至2012年間，他進入比利時國家隊的教練團隊，先後擔任迪克·艾德沃卡特和乔治·里肯斯的助理教練。隨着里肯斯離去，韋莫斯在2012年5月14日起任看守領隊，不久正式上任，任期至2014年6月。
2013年10月11日，比利時取得2014年世界盃資格，在決賽周至八強負於阿根廷，這是球隊1986年以來最好的成績。

## 政治生涯
球員時期退役後，韋莫斯曾涉足政治，他代表法语革新运动在2003年聯邦選舉中當選參議員，2005年辭任。

## 球員榮譽
- 梅赫倫

比利時足球甲級聯賽冠軍：1988–89
歐洲超級盃冠軍：1988
- 標準列治

比利時杯冠軍：1992–93
- 史浩克04

德国杯冠軍：2001–02
歐霸盃冠軍：1996–97